# Кан Кикучи
Хироши Кикучи (на японски: 菊池 寛 Kikuchi Hiroshi) е японски издател, сценарист и писател на произведения в жанра драма, исторически роман и документалистика. Пише под псевдонима Кан Кикучи (на японски: 菊池 菊池 Kan Kikuchi), който използва същото канджи като истинското му име.

## Биография и творчество
Хироши Кикучи е роден на 26 декември 1888 г. в Такамацу, Кагава, Япония, в семейството на беден училищен чиновник. След завършване на средното си образоване постъпва в Токийското педагогическо училище, откъдето обаче скоро е изключен. Постъпва на работа в списанието „Shinshito“, където негови колеги са Рюноске Акутагава и други представители на неореализма. С прекъсвания учи в различни образователни институции – в университета „Мейджи“, в университета „Васеда“, като последно завършва 1916 г. през университета в Киото. Същевременно отдава особено внимание на самообразованието си.
Първите му произведения нямат успех. Славата му идва с „Дневникът на неизвестен писател“ (1918) и „За поведението на даимьо Таданао“ (1919).
Творчеството му се разделя на два периода – първият в жанра на „чистата“ литература, вторият в жанра на „масовата“ литература. Първият му период се характеризира с критика на принципите на феодалния морал, като темите му разглеждат проблемите с кръвната вражда и самоубийствата. През периода Мейджи основният акцент на писателя е точното изобразяване на трудностите в ежедневието на обикновените хора. Едно от най-известните му произведения е „真珠夫人 Shinju fujin“ (Мадам Пърл).
През 1923 г. създава издателската компания „Bungeishunjū“, чрез която издава едноименното списание. В списанието остро се противопоставя на пролетарската литература, поради което то става много популярно. Той печели репутация като коментатор и критик, арбитър на литературни спорове, спонсор и ментор на млади писатели. Творчество му в този период се характеризира със създаването на произведения в жанра на „масовата“ литература. Целта му и на други представители на литературните кръгове в онези години е разширяването на обхвата на „чистата“ литература и достъпността ѝ за масите.
През 1935 г., по предложение на Хироши Кикучи, са учредени две престижни литературни награди – наградата „Акутагава“ на името на писателя Рюноске Акутагава за публикувана в периодично издание творба на млад автор, и наградата „Наоки“ на името на писателя Санджуго Наоки за популярно произведение на млад автор.
През 1938 г. Хироши Кикучи учредява на свое име награда за литературни постижения на автори над 45 години. Тя съществува 6 години и е спонсорирана от Асоциацията за популяризиране на японската литература. След смъртта му наградата е възстановена през 1952 г. и е разширена за изкуство, литература, филми и други жанрове. Сред получателите са писателите Хакучо Масуме, Инуе Хисаши, Кайко Такеши, Уно Чийо и Иноуе Ясуши.
Бил е ръководител на „Daiei Motion Picture Company“. В свободното си време е известен като запален играч на Маа Джонг.
Хироши Кикучи умира на 6 март 1948 г. в Токио.

## Произведения
частична библиография
- 屋上の狂人 Okujō no kyōjin (1916)
- 父帰る Chichi kaeru (1917)
- 無名作家の日記 Mumeisakka no nikki (1918)
- 忠直卿行状記 Tadanao-kyō gyōjōki (1919)
“За поведението на даимьо Таданао“ в „Японски разкази“, изд.: „Народна култура“, София (1973), прев. Христо Кънев
- 恩讐の彼方に Onshū no kanata ni (1919)
- 真珠夫人 Shinju fujin (1920)
- 恋愛結婚制度 Ren’ai kekkon seido (1938)
- Rangaku Kotohajime (蘭学事始)
- Tōjūrō no Koi (藤十郎の恋)

Екранизации
- 1924 Jisei wa utsuru – история
- 1926 Kyôko to Shizuko – по романа
- 1926 Riku no ningyo – история
- 1926 Junanbana – история
- 1927 Shinju fujin – история
- 1929 Tôkyô kôshinkyoku – по романа
- 1929 Fue no shiratama – история
- 1929 Tokkyu sambyaku-ri – история
- 1931 Uyûge – по романа
- 1931 Shimai zenpen – история
- 1931 Shimai kohen – история
- 1931 Kokoro no jitsugetsu: Retsujitsu hen – Gekko hen
- 1931 Seishun zue – по романа
- 1932 Shôhai – история
- 1932 Toki no ujigami (original book)
- 1932 Mushibameru haru – история
- 1932 Hana no Tokyo – история
- 1932 Junange – история
- 1933 Mirai-ka: Zengo-hen – история
- 1933 Sôbô kokubô – история
- 1934 Yôrei – история
- 1934 San katei – история
- 1936 Machi no himegimi – история
- 1936 Shindo: Zempen Akemi no maki – по романа
- 1936 Shindo: Kohen Ryota no maki – история
- 1937 Kafuku zempen – по романа
- 1937 Kafuku kôhen – по романа
- 1938 Shin katei koyomi – по романа
- 1938 Jinsei keiba – история
- 1938 Tôjûrô no koi – история
- 1939 Josei no tatakai – по романа
- 1940 Nishizumi senshacho-den – история
- 1944 Miyamoto Musashi
- 1944 Kikuchi sembon-yari: Shidonî tokubetsu kôgeki-tai – по романа
- 1945 Saigo no Kikyô – история
- 1950 Shojo takara – история
- 1950 Shojoho (II) – история
- 1950 Mittsu no kekkon – история
- 1953 Вратата на ада, Kesa's Husband
- 1954 Dai-ni no seppun (idea)
- 1955 Tôjûrô no koi – по романа
- 1960 Toki no ujigami – Shin fûfu tokuhon – история